# Алжир на Летњим олимпијским играма 2012.
Алжир је на Олимпијским играма у Лондону 2012. учествовао дванаести пут као самостална земља.
Боје Алжира на Олимпијским играма у Лондону 2012. бранило је 39 спортиста у 12 спортова, 11 појединачних и 1 екипном а у олимпијском тиму се налазило се 21 спортиста и 18 спортисткиња.
Заставу Алжира на церемонији отварања носио је боксер Абделхафид Бенчалба.
Представници Алжира су по први пут наступили у стрељаштву и теквондоу.

## Освајачи медаља
| Медаља | Олимпијац      | Спорт    | Дисциплина               |
| ------ | -------------- | -------- | ------------------------ |
| Злато  | Тауфик Маклуфи | Атлетика | 1.500 метара за мушкарце |

## Учесници по спортовима
| Спорт         | Мушкарци | Жене | Укупно |
| ------------- | -------- | ---- | ------ |
| Атлетика      | 5        | 1    | 6      |
| Бициклизам    | 1        | 0    | 1      |
| Бокс          | 8        | 0    | 8      |
| Веслање       | 0        | 1    | 1      |
| Дизање тегова | 1        | 0    | 1      |
| Мачевање      | 0        | 2    | 2      |
| Одбојка       | 0        | 12   | 12     |
| Пливање       | 1        | 0    | 1      |
| Рвање         | 3        | 0    | 3      |
| Стрељаштво    | 1        | 0    | 1      |
| Теквондо      | 1        | 0    | 1      |
| Џудо          | 0        | 2    | 2      |
| 12 спортова   | 21       | 18   | 39     |

## Атлетика

### Мушкарци
| Атлетичар       | Дисциплина           | Група             | Група             | Четвртфинале | Четвртфинале | Полуфинале       | Полуфинале       | Финале            | Финале            | Детаљи |
| Атлетичар       | Дисциплина           | Резултат          | Место             | Резултат     | Место        | Резултат         | Место            | Резултат          | Место             | Детаљи |
| --------------- | -------------------- | ----------------- | ----------------- | ------------ | ------------ | ---------------- | ---------------- | ----------------- | ----------------- | ------ |
| Раба Абуд       | 5.000 метара         | 13:28,38          | 14 у гр. 2        |              |              |                  |                  | Није се пласирао  | 21 /43            |        |
| Мохамед Белабас | 3.000 метара препоне | 8:22,32 ЛРС       | 6 у гр 3          |              |              |                  |                  | Није се пласирао  | 16 / 39           |        |
| Тајеб Филали    | Маратон              |                   |                   |              |              |                  |                  | Није завршио трку | Није завршио трку |        |
| Тауфик Маклуфи  | 800 м                | Није завршио трку | Није завршио трку |              |              | Није се пласирао | Није се пласирао | Није се пласирао  | Није се пласирао  |        |
| Тауфик Маклуфи  | 1.500 м              | 3:35,15           | 1 у гр 1 КВ       |              |              | 3:42,24          | 1 у гр 1 КВ      | 3:34,08           |                   |        |
| Исам Нима       | Троскок              | 16,50             | 7 у гр. Б         |              |              |                  |                  | Није се пласирао  | 15 / 27           |        |

### Жене
| Атлетичар      | Дисциплина | Група    | Група | Четвртфинале | Четвртфинале | Полуфинале | Полуфинале | Финале   | Финале  | Детаљи |
| Атлетичар      | Дисциплина | Резултат | Место | Резултат     | Место        | Резултат   | Место      | Резултат | Место   | Детаљи |
| -------------- | ---------- | -------- | ----- | ------------ | ------------ | ---------- | ---------- | -------- | ------- | ------ |
| Суад Аит Салем | Маратон    |          |       |              |              |            |            | 2:31,15  | 37 /118 |        |

## Бициклизам

### Друмски бициклизам
| Бициклиста    | Дисциплина   | Време             | Пласман           | Детаљи |
| ------------- | ------------ | ----------------- | ----------------- | ------ |
| Азедине Лагаб | Друмска трка | Није завршио трку | Није завршио трку |        |

## Бокс
| Спортиста           | Дисциплина           | Рунда 32                        | 1/8 финала          | 1/4 финале         | Полуфинале         | Финале             | Финале           | Детаљи |
| Спортиста           | Дисциплина           | Противник Резултат              | Противник Резултат  | Противник Резултат | Противник Резултат | Противник Резултат | Пласман          | Детаљи |
| ------------------- | -------------------- | ------------------------------- | ------------------- | ------------------ | ------------------ | ------------------ | ---------------- | ------ |
| Мохамед Флиси       | папир (до 49 кг)     | Pongprayoon изг 11-19           | Није се пласирао    | Није се пласирао   | Није се пласирао   | Није се пласирао   | Није се пласирао |        |
| Самир Брахими       | мува (до 52 кг)      | Вудс поб 14-12                  | Алоиан изг 9-14     | Није се пласирао   | Није се пласирао   | Није се пласирао   | Није се пласирао |        |
| Мохамед Вадахи      | бантам (до 56 кг)    | Мераб Туркадзе поб предаја б.б. | Алкантара поб 16-10 | Шимизу изг 15-17   | Није се пласирао   | Није се пласирао   | Није се пласирао |        |
| Абделкадер Чади     | лака (до 60 кг)      | Келеш изг 8-15                  | Није се пласирао    | Није се пласирао   | Није се пласирао   | Није се пласирао   | Није се пласирао |        |
| Иљаш Абади          | велтер (до 69 кг)    | Еванс изг 10-18                 | Није се пласирао    | Није се пласирао   | Није се пласирао   | Није се пласирао   | Није се пласирао |        |
| Абделмалек Раху     | средња (до 75 кг)    | Рос поб 13-11                   | Мурата изг 12-21    | Није се пласирао   | Није се пласирао   | Није се пласирао   | Није се пласирао |        |
| Абделхафид Бенчалба | полутешка (до 81 кг) | слободан                        | Колинг поб 12-9     | Гвождик изг 17-19  | Није се пласирао   | Није се пласирао   | Није се пласирао |        |
| Чуаиб Булудинатс    | тешка (до 91 кг)     |                                 | Пералта изг 5-13    | Није се пласирао   | Није се пласирао   | Није се пласирао   | Није се пласирао |        |

## Веслање
| Веслач     | Дисциплина   | Квалификације | Квалификације | Репесаж | Репесаж   | Полуфинале | Полуфинале | Финале  | Финале | Детаљи |
| Веслач     | Дисциплина   | Време         | Место         | Време   | Место     | Време      | Место      | Време   | Место  | Детаљи |
| ---------- | ------------ | ------------- | ------------- | ------- | --------- | ---------- | ---------- | ------- | ------ | ------ |
| Амина Руба | Скиф за жене | 8:15,94       | 5 у гр. 5     | 8:12,83 | 4 у гр. 1 |            |            | 8:42,23 | 26     |        |

## Дизање тегова
| Дизач        | Дисциплина | Трзај | Трзај | Избачај | Избачај | Укупно | Пласман | Детаљи |
| Дизач        | Дисциплина | Рез.  | Плас. | Рез.    | Плас.   | Укупно | Пласман | Детаљи |
| ------------ | ---------- | ----- | ----- | ------- | ------- | ------ | ------- | ------ |
| Валид Бидани | до 105 кг  | 160   | 13    | 180     | 14      | 340    | 14      |        |

## Мачевање
| Мачевалац           | Дисциплина     | Рунда 64           | Рунда 32           | 1/8 финала         | Четвртфинале       | Полуфинале         | Финале             | Финале            | Детаљи |
| Мачевалац           | Дисциплина     | Противник Резултат | Противник Резултат | Противник Резултат | Противник Резултат | Противник Резултат | Противник Резултат | Пласман           | Детаљи |
| ------------------- | -------------- | ------------------ | ------------------ | ------------------ | ------------------ | ------------------ | ------------------ | ----------------- | ------ |
| Аниса Хелфауи       | флорет за жене | Лелејко изг 4-15   | Није се пласирала  | Није се пласирала  | Није се пласирала  | Није се пласирала  | Није се пласирала  | Није се пласирала |        |
| Мелиса Леа Мутусами | сабља за жене  |                    | Великаја изг 6-15  | Није се пласирала  | Није се пласирала  | Није се пласирала  | Није се пласирала  | Није се пласирала |        |

## Одбојка
Састав репрезентације
| №  | Име              | Поз.          | Висина | Датум рођења        | Клуб у 2012.        |
| -- | ---------------- | ------------- | ------ | ------------------- | ------------------- |
| 1  | Шерин Хенауи     | техничар      | 1,72   | 1. октобар 1988.    | Le Hainaut VB Women |
| 2  | Мерва Далал Ачур | примач        | 1,75   | 3. новембар 1994.   | ESF Mouzaia         |
| 3  | Салима Хамуч     | либеро        | 1,58   | 17. јануар 1984.    | GS Pétroliers       |
| 5  | Амел Камтаче     | примач        | 1,81   | 4. мај 1981.        | GS Pétroliers       |
| 8  | Зохра Бенсалем   | коректор      | 1,78   | 5. април 1990.      | GS Pétroliers       |
| 9  | Сара Белхоцин    | техничар      | 1,76   | 18. септембар 1994. | GS Pétroliers       |
| 11 | Муни Абдерахим   | средњи блокер | 1,71   | 19. новембар 1985.  | ASW Bejaia          |
| 12 | Сафија Букима    | коректор      | 1,76   | 10. јануар 1991.    | GS Pétroliers       |
| 13 | Навал Мансури    | либеро        | 1,74   | 1. август 1985.     | GS Pétroliers       |
| 17 | Лидија Улму кап. | средњи блокер | 1,86   | 2. фебруар 1986.    | Istres Volleyball   |
| 18 | Tassadit Aissou  | средњи блокер | 1,84   | 19. јун 1989.       | Nedjmet Chlef       |
| 19 | Селија Буриан    | примач        | 1,77   | 22, јануар 1995.    | NC Bejaia           |

Селектор:  Георге Штрумило
Група А
| Датум     | Време | Утакмица                       | Резултат | Сет   | Сет   | Сет   | Сет   | Сет  | Укупно поена | Укупно поена | Трајање | Глед.  | Детаљи |
| Датум     | Време | Утакмица                       | Резултат | 1     | 2     | 3     | 4     | 5    | Укупно поена | Укупно поена | Трајање | Глед.  | Детаљи |
| --------- | ----- | ------------------------------ | -------- | ----- | ----- | ----- | ----- | ---- | ------------ | ------------ | ------- | ------ | ------ |
| 28. јул   | 9:30  | Алжир - Јапан                  | 0:3      | 15:25 | 14:25 | 7:25  | -     | -    | 36           | 75           | 57      | 13.000 | Детаљи |
| 30. јул   | 22:00 | Велика Британија - Алжир       | 3:2      | 22:25 | 25:19 | 23:25 | 25:19 | 15:8 | 110          | 96           | 2:04    | 14.000 | Детаљи |
| 1. август | 11:30 | Алжир - Русија                 | 0:3      | 7:25  | 14:25 | 15:25 | -     | -    | 36           | 75           | 1:03    | 9.000  | Детаљи |
| 3. август | 22:00 | Алжир - Италија                | 0:3      | 11:25 | 12:25 | 17:25 | -     | -    | 40           | 75           | 1:05    | 11.000 | Детаљи |
| 5. август | 9:30  | Алжир - Доминиканска Република | 0:3      | 15:25 | 16:25 | 13:25 | -     | -    | 44           | 75           | 1:15    | 11.000 | Детаљи |

| Бр | Репрезентација         | Утакмице | Утакмице | Утакмице | Сетови | Сетови   | Сетови       | Поени      | Поени      | Поени         | Бодови |
| Бр | Репрезентација         | играли   | добили   | изгубили | добили | изгубили | Сет Количник | пос. поени | изг. поени | Поен количник | Бодови |
| -- | ---------------------- | -------- | -------- | -------- | ------ | -------- | ------------ | ---------- | ---------- | ------------- | ------ |
| 1  | Русија                 | 5        | 5        | 0        | 15     | 4        | 3,750        | 459        | 352        | 1,304         | 14     |
| 2  | Италија                | 5        | 4        | 1        | 14     | 5        | 2,800        | 442        | 368        | 1,201         | 13     |
| 3  | Јапан                  | 5        | 3        | 2        | 11     | 6        | 1,833        | 401        | 335        | 1,197         | 9      |
| 4  | Доминиканска Република | 5        | 2        | 3        | 8      | 9        | 0,889        | 374        | 362        | 1,033         | 6      |
| 4  | Велика Британија       | 5        | 1        | 4        | 3      | 14       | 0,214        | 295        | 396        | 0,745         | 2      |
| 6  | Алжир                  | 5        | 0        | 5        | 2      | 15       | 0,133        | 252        | 410        | 0,615         | 1      |

## Пливање
Мушкарци
| Пливач      | Дисциплина     | Група | Група   | Полуфинале       | Полуфинале       | Финале           | Финале           | Детаљи |
| Пливач      | Дисциплина     | Време | Пласман | Време            | Пласман          | Време            | Пласман          | Детаљи |
| ----------- | -------------- | ----- | ------- | ---------------- | ---------------- | ---------------- | ---------------- | ------ |
| Набил Кебаб | 100 м слободно | 50,37 | 33      | Није се пласирао | Није се пласирао | Није се пласирао | Није се пласирао |        |

## Рвање

### Слободни стил за мушкарце
| Рвач          | Дисц.    | Квалификације      | Коло 16            | Четвртфинале       | Полуфинале         | 1. коло репасажа   | 2. коло репасажа   | Финале             | Плас.            | Дет. |
| Рвач          | Дисц.    | Противник Резултат | Противник Резултат | Противник Резултат | Противник Резултат | Противник Резултат | Противник Резултат | Противник Резултат | Плас.            | Дет. |
| ------------- | -------- | ------------------ | ------------------ | ------------------ | ------------------ | ------------------ | ------------------ | ------------------ | ---------------- | ---- |
| Мохамед Луафи | до 84 кг | слоб.              | Гатцијев ИЗГ 1:3   | Није се пласирао   | Није се пласирао   | Није се пласирао   | Није се пласирао   | Није се пласирао   | Није се пласирао |      |

### Грчко-римски стил за мушкарце
| Рвач          | Дисц.    | Квалификације      | Коло 16              | Четвртфинале       | Полуфинале         | 1. коло репасажа   | 2. коло репасажа   | Финале             | Плас.            | Дет. |
| Рвач          | Дисц.    | Противник Резултат | Противник Резултат   | Противник Резултат | Противник Резултат | Противник Резултат | Противник Резултат | Противник Резултат | Плас.            | Дет. |
| ------------- | -------- | ------------------ | -------------------- | ------------------ | ------------------ | ------------------ | ------------------ | ------------------ | ---------------- | ---- |
| Тарек Бенајса | до 60 кг | слоб.              | Курмагомедов ИЗГ 0:3 | Није се пласирао   | Није се пласирао   | Није се пласирао   | Није се пласирао   | Није се пласирао   | Није се пласирао |      |
| Мохамед Серир | до 60 кг | Венцкаитис ИЗГ 1:3 | Није се пласирао     | Није се пласирао   | Није се пласирао   | Није се пласирао   | Није се пласирао   | Није се пласирао   | Није се пласирао |      |

## Стрељаштво
| Стрелац      | Дисциплина           | Квалификације | Квалификације | Финале           | Финале           | Пласман | Детаљи |
| Стрелац      | Дисциплина           | Резултат      | Пласман       | Резултат         | Укупно           | Пласман | Детаљи |
| ------------ | -------------------- | ------------- | ------------- | ---------------- | ---------------- | ------- | ------ |
| Фатих Зијади | Ваздушни пиштољ 10 м | 562           | 43            | Није се пласирао | Није се пласирао | 43/44   |        |

## Теквондо
| Такмичар         | Дисциплина | Група 16           | Четвртфинале       | Полуфинале         | Репасаж полуфинале | Репасаж финале     | Финале             | Место            | Детаљи |
| Такмичар         | Дисциплина | Противник Резултат | Противник Резултат | Противник Резултат | Противник Резултат | Противник Резултат | Противник Резултат | Место            | Детаљи |
| ---------------- | ---------- | ------------------ | ------------------ | ------------------ | ------------------ | ------------------ | ------------------ | ---------------- | ------ |
| Мохдад Ел-Јамине | до 58 кг   | О. Муњоз ИЗГ 1:8   | Није се пласирао   | Није се пласирао   | Није се пласирао   | Није се пласирао   | Није се пласирао   | Није се пласирао |        |

## Џудо
| Џудиста      | Дисциплина  | 1. коло                 | 1/8 финала         | 1/4 финала         | Полуфинале         | Финале             | Репасаж 1          | Репасаж 1/4 финале | Репасаж полуфинале | Борба за бронзу    | Поз.              | Детаљи         |
| Џудиста      | Дисциплина  | Противник Резултат      | Противник Резултат | Противник Резултат | Противник Резултат | Противник Резултат | Противник Резултат | Противник Резултат | Противник Резултат | Противник Резултат | Поз.              | Детаљи         |
| ------------ | ----------- | ----------------------- | ------------------ | ------------------ | ------------------ | ------------------ | ------------------ | ------------------ | ------------------ | ------------------ | ----------------- | -------------- |
| Сораја Хадад | до 52 кг    | А. Киту ИЗГ 000H-100    | Није се пласирала  | Није се пласирала  | Није се пласирала  | Није се пласирала  | Није се пласирала  | Није се пласирала  | Није се пласирала  | Није се пласирала  | Није се пласирала |                |
| Соња Аселах  | преко 78 кг | К. Брајант ИЗГ 0001-100 | Није се пласирала  | Није се пласирала  | Није се пласирала  | Није се пласирала  | Није се пласирала  | Није се пласирала  | Није се пласирала  | Није се пласирала  | Није се пласирала | [ мртва веза ] |